# Rifugio 3A
Rifugio 3A ist eine alpine Schutzhütte in der Leone-Gruppe der Lepontinischen Alpen in der Provinz Verbano-Cusio-Ossola, Region Piemont. Die Hütte wird in der Regel von Juni bis September bewirtschaftet und verfügt über 90 Schlafplätze sowie über einen Winterraum mit 20 Plätzen.

## Lage
Die Schutzhütte steht unweit der Schweizer Grenze im oberen Val Formazza (Pomattertal) zu Füßen des Blinnenhorns auf 2960 m s.l.m. Sie wurde entlang des Kammes errichtet, der den Sabbione-See vom Camosci-Gletscher trennt. Die Hütte ist Stützpunkt für den Aufstieg auf das Blinnenhorn und das Rothorn (3287 m).

## Zugang
Die Hütte ist vom Parkplatz (1746 m) am Ende der Staatsstraße SS 659 „di Valle Antigorio e Val Formazza“ oberhalb des Ortsteils Riale di Sotto über das Rifugio Citta di Busto (2482 m) in etwa fünf Stunden zu erreichen.

## Geschichte
Die Schutzhütte wurde von Freiwilligen des in Formazza ansässigen und von Ugo De Censi gegründeten Vereins Operazione Mato Grosso errichtet und 1979 eingeweiht. Sie ist den drei Freiwilligen der Organisation „Anna, Attilio und Alessandro“ (daher der Name der 3A-Schutzhütte) gewidmet, die bei einem Autounfall ums Leben kamen.
Der aus der Bewirtschaftung der Hütte resultierende Gewinn wird von der Organisation sozialen Projekten in Südamerika zugeführt.

## Aufstiege
- Blinnenhorn (3375 m)
- Siedel Rothorn (3287 m)
- Punta dei Camosci (Bättelmatthorn, 3043 m)
- Punta d’Arbola (3235 m)
- Punta del Sabbione (Hohsandhorn, 3183 m)

## Nachbarhütten
- Rifugio Claudio e Bruno, 2713 m in 45 Minuten
- Rifugio Mòres, 2515 m in 1 Stunde, 45 Minuten
- Rifugio Somma Lombardo, 2565 m in 2 Stunden